# Blaesoxipha mex
Blaesoxipha mex är en tvåvingeart som beskrevs av Thomas Pape 1994. Blaesoxipha mex ingår i släktet Blaesoxipha och familjen köttflugor. Inga underarter finns listade i Catalogue of Life.